# Косуми, Байрам
Байрам Косуми (алб. Bajram Kosumi; род. 20 марта 1960, Косовска-Каменица, Югославия) — косовский политик албанского происхождения, премьер-министр Косова с 23 марта 2005 по 1 марта 2006.

## Биография

### Образование
Окончил факультет филологии и получил степень магистра по албанской литературы Университета Приштины. В 2008 году он стал доктором филологии.

### Деятельность
Косуми является значительной фигурой на политической сцене Косова. Он был студенческим активистом, участвовал в антиправительственных демонстрациях и в марте 1981 года был приговорен к 15 годам тюрьмы. Он отбывал почти десять лет своего наказания, отпущен на волю в 1991 году.
С 1991 до 1993 года он работал в качестве журналиста.
В 1993 году Косуми стал председателем Парламентской партии Косова. Он считается умеренным политиком, участвовал в переговорах в Рамбуйе в начале 1999 года, до войны в Косове. Косуми был сторонником Армии освобождения Косова (АОК), но он не брал в руки оружие и не носил униформу. Работал министром информации во временном правительстве Косова.
Заместитель председателя Альянса за будущее Косова, одной из крупнейших политической партии в Косове. С декабря 2004 года был министром по вопросам окружающей среды и территориального планирования правительства Косова.

### Изданные книги
Байрам Косуми также опубликовал ряд книг.
- Libri i lirisë (bashkautor), Приштина, 1991
- Koncept për subpolitikën, Приштина, 1995
- Fjalor i barbarëve, Приштина, 2000
- Koncept për mendimin e ri politik, Приштина, 2001
- Letra nga burgu — libri i censuruar (bashkautor), Приштина, 2004
- Lirika e Fishtës (studim), Тирана, 2004
- Letërsia nga burgu, Toena, Тирана, 2006
- Një vit vendimtar, Toena, Тирана 2006

### Личная жизнь
Женат, имеет четверых детей.